# Yangtanglestes
Yangtanglestes is een geslacht van uitgestorven carnivore hoefdieren uit de familie Mesonychidae van de orde Mesonychia. Dit dier leefde tijdens het Paleoceen in Oost-Azië.

## Fossiele vondsten
Fossielen van Yangtanglestes zijn gevonden in de Qianshan- en Nanxiong-bekkens in de Volksrepubliek China. De vondsten dateren uit de Asian land mammal age Shanghuan. 

## Kenmerken
Yantanglestes is de oudst bekende vorm uit de Mesonychia. Het had het formaat van een huiskat en slanke kaken. 